# Archeornitomim
Archeornitomim (Archaeornithomimus asiaticus Russell, 1972), dwunożny, górnokredowy teropod z Chin (Mongolia Wewnętrzna). Znaczenie nazwy: pradawny naśladowca ptaka
Dinozaur ten miał ponad trzy metry długości i niespełna dwa wysokości, wagi ok. 70 kg. Wszystkożerny.
Został uznany za przedstawiciela ornitomimozaurów, stąd nazwa oznaczająca "azjatycki dawny ornitomim", jednak niektórzy naukowcy uważają, że materiał jest zbyt fragmentaryczny, by móc prawidłowo zaklasyfikować archeornitomima.

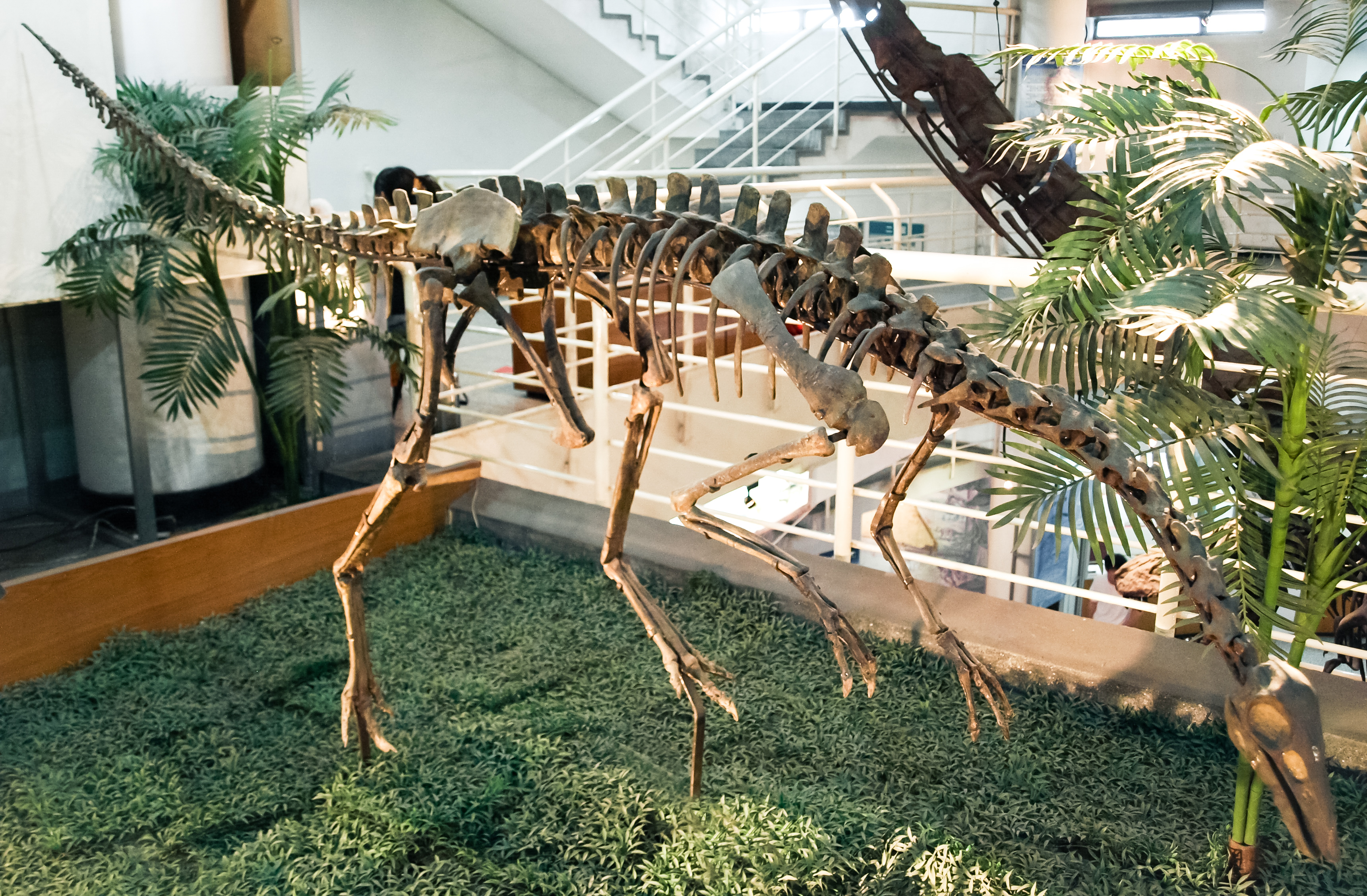
Szkielet archeornitomima wystawiany w Chińskim Muzeum Paleozoologicznym (Pekin)